# Samo Udrih
Samo Udrih (Celje, 2 de agosto de 1979) é um basquetebolista profissional esloveno, atualmente joga pelo BK Inter Bratislava, no Slovakian Extraliga (SBL).[carece de fontes?]